# Karen David
Pour les articles homonymes, voir David.
Karen Shenaz David, est une actrice canado-indienne née le 15 avril 1979 à Shillong en Inde,.
Elle est principalement connue pour son rôle de la Princesse Isabella dans la série Galavant, le rôle de Emma Tig dans la série fantastique, Legacies (depuis 2018) et ainsi le rôle de Grace dans Fear The Walking Dead (depuis 2019).

## Biographie

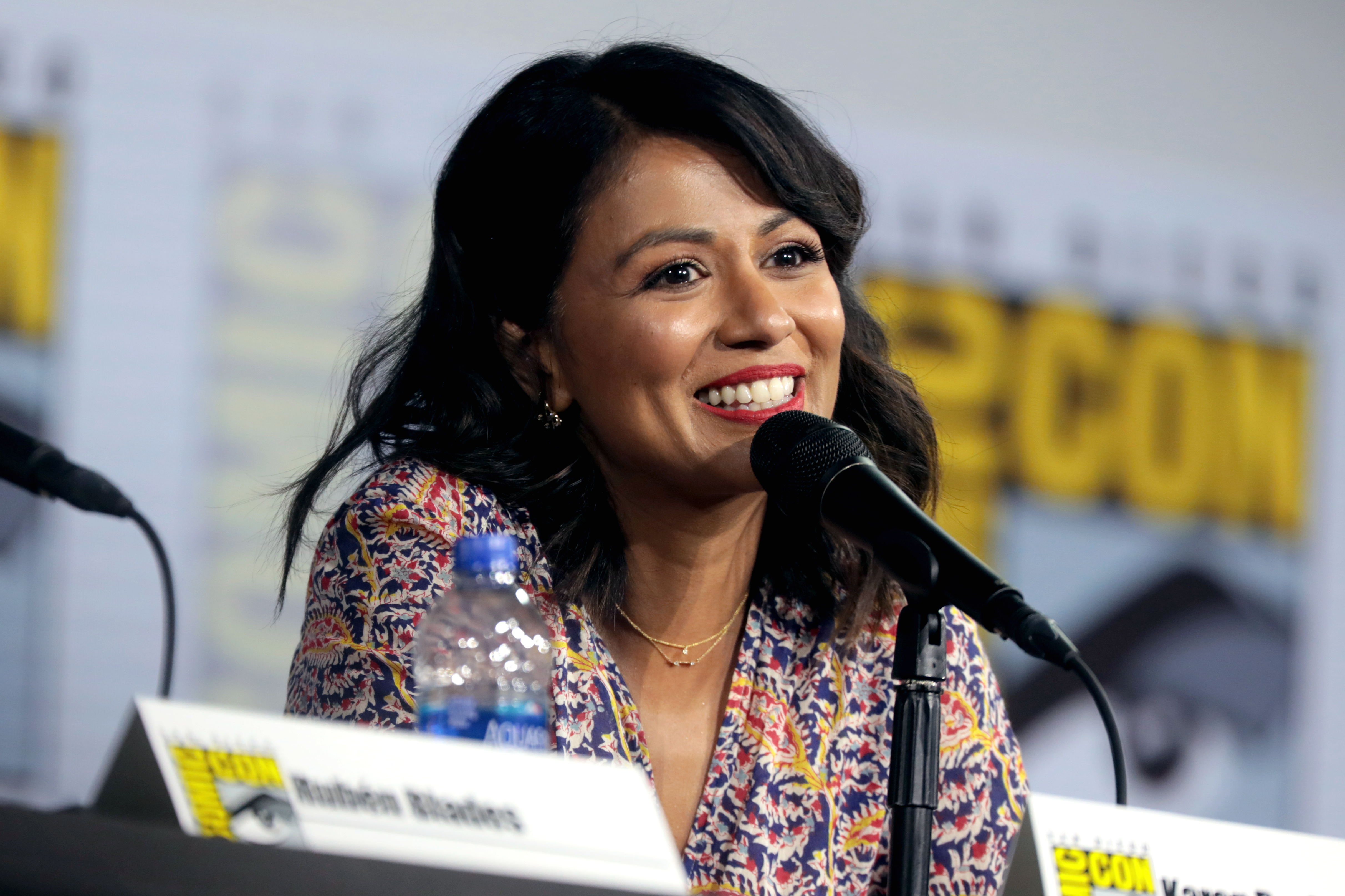
Karen David au Comic-Con de San Diego en 2019.

Karen David est née à Shillong en Inde et a été élevée au Canada. Elle a déménagé à Londres à 17 ans où elle a étudié à la Guildford School of Acting jusqu'à ses 20 ans.

### Carrière
Après avoir obtenu son premier rôle sur scène dans la comédie musicale Mamma Mia !, elle enchaîne alors les rôles plus ou moins importants jusqu'au personnage d'Isabella dans la série Galavant qui l'a fait connaître au grand public depuis janvier 2015.
En 2018, elle rejoint le casting de Legacies, la série dérivée de The Originals et de The Vampire Diaries dans le rôle d'Emma Tig. La série est diffusée depuis le 25 octobre 2018.

### Vie privée
Elle est mariée depuis 2013 à Carl Ryden, un compositeur et producteur de musique suédois.

## Filmographie

### Cinéma
- 2002 : The Paper Round (Court-métrage) : Une policière
- 2002 : Dancers: The Trailer : Jenny
- 2005 : Batman Begins : Une reporter à la cour de justice
- 2006 : Provoked: A True Story : Asha
- 2006 : Take 3 Girls : Lyla
- 2007 : Vol d'enfer (Flight of Fury) : Une soldat opérationnel de Barnes
- 2008 : Le Roi Scorpion 2 : Guerrier de légende (The King Scorpion 2) : Layla
- 2008 : Disworld : Liessa
- 2009 : Thérapie de couples (Couples Retreat) : Une intendant au spa
- 2012 : Red Lights : Une reporter #2
- 2014 : The Ryan Initiative : Une agent du FBI
- 2015 : Amar Akbar & Tony : Meera
- 2016 : The Tiger Hunter : Ruby Iqbal
- 2020 : In Hollywoodland (Court-métrage) : Queenie
- 2021 : Sand & Snow : Captain Amal
- 2022 : Land of Gold : Asha
- 2025 : Isabel's Garden : Maya

### Télévision
- 2003 : Holby City (Série TV) : Eve Hotton
- 2004 : Top Buzzer (Série TV) : Scarlet
- 2008 : The Colour of Magic (Série TV) : Liessa
- 2009 : The Legend of Dick and Dom (Série TV) : Fée Frampton
- 2010-2011 : Waterloo Road (en) (Série TV) : Francesca Montoya
- 2011 : Strike Back (Série TV) : Une barmaid
- 2011-2012 : Pixelface (Série TV) : Alexia
- 2012 : Touch (Série TV) : Kayla Graham
- 2013 : Castle (Série TV) : Sara El-Masri
- 2015-2016 : Galavant (Série TV) : Princesse Isabella
- 2016 : Cold feet: Amours et petits bonheurs (Cold Feet) (Série TV) : Angela Zubayr
- 2016-2017 : Once Upon a Time (Série TV) : Jasmine
- 2017-2019 : Ryan Hansen Solves Crimes on Television (Série TV) : Priya
- 2018 : Timeless (Série TV) : Dhriti Sirivastava / Denise Chritopher jeune
- 2018 : Esprits Criminels (Criminal Minds) (Série TV) : Mary Meadows
- 2018-2021 : Legacies (Série TV) : Emma Tig
- 2018-2022 : Barry (Série TV) : Sharon Lucado
- 2019-2020 : The Rookie (Série TV) : Détective Rita Calderon
- 2019-2023 : Fear The Walking Dead (Série TV) : Grace Mukherjee
- 2020 : (home) Schooled (Téléfilm) : Abby
- 2020-2022 : Mira, détective royale (Mira, Royal Detective) (Série TV) : Nani / Rubi / Ashima
- 2022 : Noël de ma jeunesse (When Christmas Was Young) (Téléfilm) : Melody Douglass
- 2022 : Panthéon (Série TV) : La maman de Justine / Une receptionniste (Voix)
- 2023 : Law & Order: Organized Crime (Série TV) : Diya Lagahri
- 2023-2025 : The Irrational (Série TV) : Rose Dinshaw
- 2024 : Bluebeard (Série TV) : Kathryn Wombacher
- 2025 : We were Liars (Série TV) : Maya